# Onthophagus lemniscatus
Onthophagus lemniscatus là một loài bọ cánh cứng trong họ Bọ hung (Scarabaeidae).